# DICE骰子
《DICE》（韓語：다이스）是一部已經完結的網路漫畫，由韓國漫畫家尹炫晳（윤현석）所創作，在2013年5月18日至2021年7月21日之間於Naver Webtoon上連載，一共有四季，合計387話。

## 劇情簡介
主角東太是一個在學校里經常被不良學生使喚的弱勢學生。當他得知了身高、外貌、打架都非常完美的轉校生太彬原來是通過神秘的骰子獲得了這些能力後，東太也在偶然的機會下成為了骰子遊戲的一員，本想自己從此能過上幸福的生活，卻萬萬沒想到生活因此而變得更加複雜。

與自己的努力無關，從出生開始，人的外貌、才能、財富都是註定的。而本漫畫就是以此為出發點，通過神秘的骰子遊戲，讓人陷入用骰子就可以逆轉人生、改變世界的無限想象。通過科幻手法體現了人性中現實的欲望。

## 登場人物
由於登場人物眾多，所以僅會著重介紹主角群以及重要配角們。角色所持有的A級能力將會是根據其巔峰的持有數進行展示。

### 主要角色
東太(A級能力：時間暫停、瞬間移動)（持有原始骰子）
為本作男主角。先天家庭環境不甚良好，再加上性格懦弱且身材瘦小，以致於在學校時常被當作跑腿小弟，甚至同學們時常對他進行肢體與言語霸凌。最開始的形象為身材矮小且些微駝背，鼻子總時不時掛著一條鼻涕。
故事剛開始時暗戀恩珠，因為她是唯一一個不在意他人眼光對他好的同學，而這條感情線對日後的劇情有著極大的影響力。
有一天，班上來了一個不論是德、智、體、群，甚至連外表身材都堪稱完美的轉學生「太彬」，在這道耀眼光芒下，主角更是對此忌妒、眼紅不已。直到他偶然的被刻意誘導發現，太彬原先也是一個與他一般無二，甚至差點因此跳樓輕生的人後，才發現了背後促成這一切的「Dice」與太彬的真實身分「Dicer」，隨著主角也成為一名「Dicer」，故事也就此展開。
作者在作品後記表示，東太的名字是取自帶有「行動姿態」之意的漢語「動態」。
恩珠(A級能力：隱形、念力、懸浮)
一個心地善良的女孩，外表又長得十分漂亮，成績也不錯，因此是校園中許多男生心目中的女神。
她始終反對Dice的存在，她成為Dicer的唯一目標就是打敗X，讓Dice從世界上消失。
背上有道醜陋的疤，她對主角最初的同情或是後來對智恩同理心都源自於這道疤的成因。
美雅(A級能力：透視)
原先是個身材臃腫的女子，但與東太不同的地方在於她的學業表現相當優異且與班上同學並無多少交集，也因此周遭同學只會在背後嘲諷她卻不會對其出手。
故事剛開始時暗戀東太，因為她覺得儘管東太時常被霸凌，但是卻能夠為了自己喜歡的人而鼓起勇氣對抗惡霸，甚至在更後來不會因為成為一個「Dicer」後就反過來「報復性霸凌」，而是想要追尋讓所有人都幸福的方法；以上兩點使得美雅為東太所深深著迷。在第一部的最後，與東太成為戀人。
儘管作者並沒有明確表示誰是女主角，但她是讓主角在遭遇各種事件後，能夠有著顯著成長的重要推手。
作者在後記表示，美雅是他自身學生時期的投射。而美雅這個名字的意思為「美麗的烏鴉」，意即「再怎麼美麗，終究是隻烏鴉」，此也反映該角色的自卑感。
冬太彬（太彬）（韓語：동태빈）(A級能力：瞬間移動)
在故事剛開始時，以一個德智體群與外表兼優的轉學生身分，來到東太所就讀的高中，由於見到東太與自己有著似曾相似的處境，加上X的引誘，最後成功將東太拉入了Dicer的世界之中，展開了一場驚心動魄的遊戲。
原先的他是一個體態臃腫，學業外貌等等方面皆不甚理想的人，也因此飽受霸凌之苦，最後甚至想要跳樓輕生，幸虧由於無影帶有目的性的救了他，這才因此讓他的人生有了轉機。儘管無影只是想要利用他，然而，由於正是無影將他從那泥淖之中給拉出來的，因此他十分感激與崇拜無影。然而，在無影屠殺同學只為獲得其他A級能力時，對其心灰意冷，奮而對其告白，訴說對他曾經的愛意。願意代替無影完成宿願，直到遇到恩珠為止。
無影(A級能力：時間暫停、瞬間移動、透視、懸浮、隱形、念力)
為本作中資歷最深的Dicer，也是唯一一個成為S級Dicer的人，他本身已經不能夠被稱為是人類，而是由無數想擊敗X卻未果的失敗者們的慾望所匯聚而成，擁有超越普通Dicer的怪物。他想要在打敗X並取得最後的骰子後，將整個世界給「重置」。
在第383話終於揭曉無影的本尊其悲慘的過去。
作者在其後記表示，其體內存在著眾多敗北DICER的設定是受到李榮道的「群靈者」概念影響。
X
為「最後的骰子」的代理人，也是本作力量最強大的反方角色。外型為一個身穿寬鬆白衣的小男孩，小時候居住在已經遭到廢棄的社區，與一個成天對他家暴的父親相依為命，直到有天他遇到了從天而降的「最後的骰子」，就此改變人生，成為了「X」。由於與東太也有著相似遭遇，意識到這點的東太最後也藉以擊敗X，成為新的「最後的骰子」代理人。
依據其所許下的願望「永遠都有人陪我玩」，它能夠運用「最後的骰子」的力量發起遊戲，並給予玩家超乎常人的力量，讓源源不絕的慾望能夠不斷挹注到「最後的骰子」之中。
作者在其後記表示，這個角色的雛形是孩提時期的自己。另外，X這個名字並非是代表未知數的字母「X」，而是從天外救星（Deus ex machina）中所擷取出來的名字。

### 其他角色
崔賢（A級能力：透視）
原本為一個體態臃腫的的男孩，興趣是宅在家裡吃零食、玩遊戲。是一個能夠及時選邊站或適時旁觀的人，一開始在成為A級Dicer後，就立刻想到了由於資源有限，一個遊戲的高等級玩家會有一定的數量上限，因此適時地遊走在東太與X之間，渴望取代無影，成為X新的手下，以確保自身的安全，免於遭受遊戲規則的約束與其他A級Dicer的覬覦。
大雄（A級能力：隱形）
個性十分自私，以前在學校時常霸凌東太，後來也總是伺機尋找機會拉下東太。

#### 第一部
- 秉哲：在東太利用Dice改變各方面後，他成為了同學們的新霸凌目標，見到此事的東太，給予了他Dice，希望藉由成為Dicer，讓他擺脫這一切。成為Dicer後的他，利用自身測試Dice給予人類的力量限制，並依靠自身在資訊技術方面的實力，駭進了「Dice遊戲」的後臺，並因此提前給了東太一些關於遊戲後期的暗示，因此被X設局身亡，而東太也因沒有救到他而自責，成為自己的心魔。

#### 第二部
- 道恩（A級能力：瞬間移動、懸浮）：曾為太彬的同學，但後來因為被無影吸收而奪去骰子後便不知下落，直到無影被擊敗後，才又重新出現，想要破壞無影的計畫與擊敗X。

#### 第三部
- 石順（A級能力：時間暫停、瞬間移動、懸浮、透視）：想要透過Dice的力量，治癒她的女友，為此濫殺其他Dicer。
- 娜妮：為石順的女友。罹患重病而長期住院的她，中間一度在不知情的情況下，使用石順奪來的Dice得到生命力，卻在最後得知石順給她的Dice都是依靠殺戮他人取得的後，悲而提出分手，並為東太擋下了來自石順的致命傷害而身亡。

#### 第四部
- 智恩（A級能力：隱形）
  - 由於露臉的性愛影片外流，希望透過贏得最後的骰子，改變這一切，讓自己重獲新生。
  - 作者在其後記表示，由於長期的連載壓力下，從第三季開始有了憂鬱症的症狀，甚至到第四季時併發了恐慌症，狀況嚴重到在創作同時必須接受心理諮詢與藥物治療。而智恩這名角色便是此時作者的狀況投影。
- 泳健(A級能力：念力）

## 特殊用語

### 重要設定
- 最後的骰子：所有力量的泉源，他的力量來自於人們的慾望，慾望越大，則它的力量就會越強。然而它的力量想要使用，就需要有一個代理人。全篇故事的代理人幾乎都是X，直到最後東太擊敗X並取代其位置為止。
- Dice：遊戲內的基礎道具，可以藉由投擲激活後，獲得「點數」。消耗點數可以加強自身的智力、外貌、體能......等等人類力所能及的能力。
- A級骰子 當玩家完成晉級任務後能夠取得，一場遊戲只會有16顆，也就是說最多只會出現16位A級Dicer。隨著投擲激活，能夠隨機獲得六種A級能力中的其中一個。這顆骰子是不公平的，因為其中「時間暫停」取得機率最低，儘管除去無影不算，尚有2個人持有該項能力。
- 點數：類似遊戲內貨幣與技能點。當Dicer想要加強身體的某一能力或是發動專屬能力、購買活動商品......的話，就會需要消耗點數。當點數歸零時，則那個人將會全身崩解成骰子（但沒有死）。點數的獲取只能靠投擲未被激發過的藍色Dice，依投擲點數的多寡即可獲得相對應的「點數」。
- B級 Dicer：當普通人擲出未被激發的Dice後，將會收到來自X的訊息「歡迎成為Dicer」，至此才擁有改變身體與使用各種力量的能力。
- A級 Dicer：當累積的資歷足夠，X便會給予能夠成為A級Dicer的機會，此時，將會拿到一顆六面都是問號的金色骰子。不同於普通Dice，在擲出後將會獲得六種超越人類的能力的其中一種。這六種能力分別為「隱身」、「瞬間移動」、「時間暫停」、「透視」、「念力」、「懸浮」，其中時間暫停為最稀有也最強大的能力。
- S級 Dicer：當A級Dicer成功奪取其它同級Dicer的能力並湊齊那六種能力後，便可成為S級Dicer並同時擁有與X對決，奪取最後的骰子的權利。

### 其他設定
- 原始骰子：東太轉蛋轉到的，原先是兩面骰，當骰子認主後就成了四面骰。投擲後可以發動擲中那面的能力，已知的有「時間回朔」、「時空穿梭」。
- 時光之刃：原本為石順獲得A級能力升等時，所獲得的技能，可透過支付生命力為代價召喚之，被該武器劃傷者將陷入短暫的「時間暫停」狀態。後來在東太吸收石順的時光暫停後，由於自身技能樹的關係，得以使用該武器的弱化版，僅管喪失了暫停敵人的能力，但可以不需支付生命力，僅需點數就憑空召喚出來使用。
- 技能樹：A級Dicer能夠在一些契機下，進行A級能力的升等，升等後將隨機獲得新的衍生能力。

## 漫畫配樂
| 漫畫回數 | 音樂名                    | 作曲家           |
| -------- | ------------------------- | ---------------- |
| 序章     | The First Day             | The Rock Diamond |
| 第16話   | CHAOS                     | The Rock Diamond |
| 第36話   | Pandora                   | The Rock Diamond |
| 第53話   | ReBIRTH                   | The Rock Diamond |
| 第62話   | ReBIRTH                   | The Rock Diamond |
| 第76話   | I Saw You In My Dream     | The Rock Diamond |
| 第114話  | Abraxas                   | The Rock Diamond |
| 第139話  | LOVERs                    | The Rock Diamond |
| 第153話  | Welcome to the Wonderland | The Rock Diamond |

## 歷史
2011年，作者對於DICE的概念浮現。

2012年5月19日，作者於個人部落格首次釋出了此故事的概念圖，當時的題材取向為懸疑。

2013年5月9日，此漫畫正式公告上架日期。

## 外部連結
| 網路漫畫網站 - https://comic.naver.com/webtoon/list.nhn?titleId=557676（页面存档备份，存于）的NAVER Webtoon官方網站（） - https://www.webtoons.com/zh-hant/fantasy/dice/list?title_no=141（页面存档备份，存于）的LINE Webtoon官方網站（繁體中文） - https://www.dongmanmanhua.cn/FANTASY/dice/list?title_no=221（页面存档备份，存于）的咚漫漫畫官方網站（简体中文） | 其它 - 尹炫皙（页面存档备份，存于）的官方部落格（） - The Rock Dimand（页面存档备份，存于）的官方部落格（） |